# Associazione Sportiva Del Duca Ascoli 1959-1960
Questa pagina raccoglie le informazioni riguardanti l'Associazione Sportiva Del Duca Ascoli nelle competizioni ufficiali della stagione 1959-1960.

## Rosa
| N. |                   | Ruolo | Calciatore         |
| -- | ----------------- | ----- | ------------------ |
|    | Italia (bandiera) | C     | Dante Amatucci     |
|    | Italia (bandiera) | P     | Francesco Antonini |
|    | Italia (bandiera) | D     | Giovanni Biagi     |
|    | Italia (bandiera) | C     | Enrico Bonciani    |
|    | Italia (bandiera) | C     | Angelo Ceserani    |
|    | Italia (bandiera) | D     | Vittorino Chiossi  |
|    | Italia (bandiera) | A     | Sandro Esposito    |
|    | Italia (bandiera) | A     | Ivan Firotto       |
|    | Italia (bandiera) | A     | Guido Furini       |
|    | Italia (bandiera) | C     | Antonio Ghedini    |

| N. |                   | Ruolo | Calciatore        |
| -- | ----------------- | ----- | ----------------- |
|    | Italia (bandiera) |       | Grazioli          |
|    | Italia (bandiera) |       | Mezzadri          |
|    | Italia (bandiera) | D     | Antonio Montanari |
|    | Italia (bandiera) | D     | Domenico Oddi     |
|    | Italia (bandiera) | P     | Piero Persico     |
|    | Italia (bandiera) | P     | Aldo Seghetti     |
|    | Italia (bandiera) | C     | Agostino Silei    |
|    | Italia (bandiera) | C     | Pasquale Spinelli |
|    | Italia (bandiera) | D     | Giuliano Torelli  |
|    | Italia (bandiera) | A     | Luigi Traini      |